# Europa Cup (korfbal) 1998
De Europacup korfbal 1998 was de 13e editie van dit internationale zaalkorfbaltoernooi. Voor de eerste keer in de toernooigeschiedenis werd de opzet iets anders en dat zorgde voor Nederlandse ophef. Het deelnemersveld was uitgebreid van 6 naar 8 teams en om dat te bewerkstelligen, werd het toernooi verspreid over 3 speeldagen, in plaats van 2. Hierdoor zou de finaledag op een zondag vallen. Hier had de Nederlandse deelnemer, PKC moeite mee, vanwege de christelijke achtergrond van de club. De clubleiding weigerde op zondag te spelen en vroeg een oplossing aan zodat de finale alsnog op een zaterdag gespeeld zou worden. Dit bleek niet te worden ingewilligd, waardoor het speelschema ongewijzigd bleef. Hierdoor annuleerde PKC deelname en zodoende gebeurde het voor het eerst in de toernooigeschiedenis dat de Nederlandse ploeg afwezig was.

## Deelnemers
Poule A
| Club          | Plaats    | Poule |
| ------------- | --------- | ----- |
| Catba         | Antwerpen | A     |
| MAFC          | Boedapest | A     |
| CC Oeiras     | Lissabon  | A     |
| SKK Prievidza | Prievidza | A     |

Poule B
| Club               | Plaats         | Poule |
| ------------------ | -------------- | ----- |
| KC Slavia Havířov  | Havířov        | B     |
| Grün-Weiss         | Castrop-Rauxel | B     |
| Mitcham            | Londen         | B     |
| AWF Biala Podlaska | Biała          | B     |

### Poulefase Wedstrijden
Poule A
| Thuisploeg |   | Uitploeg  | Uitslag |
| ---------- | - | --------- | ------- |
| Catba      | - | MAFC      | 35-8    |
| Oeiras     | - | Prievidza | 14-9    |
| MAFC       | - | Oeiras    | 17-13   |
| Catba      | - | Prievidza | 21-11   |
| Prievidza  | - | MAFC      | 11-14   |
| Catba      | - | Oeiras    | 22-8    |

Poule B
| Thuisploeg     |   | Uitploeg       | Uitslag |
| -------------- | - | -------------- | ------- |
| Slavia Havířov | - | Mitcham        | 15-19   |
| Grün-Weiss     | - | Biala Podlaska | 16-8    |
| Mitcham        | - | Grün-Weiss     | 18-11   |
| Biala Podlaska | - | Slavia Havířov | 10-15   |
| Biala Podlaska | - | Mitcham        | 10-28   |
| Slavia Havířov | - | Grün-Weiss     | 17-21   |

## Finales
| 7e&8e plaats |                |    |
|              |                |    |
| A4           | Prievidza      | 15 |
| B4           | Biala Podlaska | 16 |

| 5e&6e plaats |                |    |
|              |                |    |
| A3           | Oeiras         | 10 |
| B3           | Slavia Havířov | 17 |

| 3e&4e plaats |            |    |
|              |            |    |
| A2           | MAFC       | 12 |
| B2           | Grün-Weiss | 20 |

| Finale |         |    |
|        |         |    |
| A1     | Catba   | 21 |
| B1     | Mitcham | 9  |

| Kampioen EuropaCup 1998 |
| ----------------------- |
| Catba Derde titel       |

## Eindklassement
| Positie | Club           |
| ------- | -------------- |
| Goud    | Catba          |
| Zilver  | Mitcham        |
| Brons   | Grün-Weiss     |
| 4       | MAFC           |
| 5       | Slavia Havířov |
| 6       | Oeiras         |
| 7       | Biala Podlaska |
| 8       | Prievidza      |